# Jyske Bank
Jyske Bank A/S er er en dansk bank- og finanskoncern. Koncernen har hjemsted i Silkeborg.
Ud over Jyske Banks bankforretning består koncernen hovedsagelig af datterselskabet Jyske Realkredit og leasingselskabet Jyske Finans.
Jyske Bank-koncernen har i Danmark 87 bankfilialer, beskæftiger godt 3.860 medarbejdere og betjener godt 900.000 kunder. Bankens bank- og realkreditprodukter omfatter finansielle tjenester til private husholdninger samt små og mellemstore virksomheder. Dertil kommer leasingydelser i datterselskaberne Jyske Finans og Easyfleet. Jyske Bank tilbyder bl.a. også forsikringer i samarbejde med PFA Pension.

## Jyske Invest
I 1988 etablerede banken Jyske Invest, som er en gruppe af medlemsejede investeringsforeninger, som omfatter både investeringsforeninger, fåmandsforening og hedgeforening. Foreningen markedsfører både Danmark og udlandet med investeringsbeviser til private, virksomheder og institutionelle kunder.
Jyske Invest beskæftiger 75 medarbejdere, som forvalter en formue på ca. 40 mia. kr. for knap 80.000 medlemmer. Jyske Invest har modtaget flere både danske og internationale udmærkelser for foreningens resultater i 2006 og 2007.

## Ledelse
Den øverste myndighed i Jyske Bank er generalforsamlingen, hvor alle 140.000 aktionærer har stemmeret. Herudover findes et repræsentantskab, hvor der sidder medlemmer fra tre regioner. Repræsentantskabet har bl.a. til opgave at udvælge medlemmer til bestyrelsen og fastsætte de valgte medlemmers honorar. Det tilstræbes, at formanden for repræsentantskabet er medlem af bestyrelsen for at sikre den overordnede koordinering. Den af repræsentantskabet udpegede bestyrelse ansætter det nødvendige antal koncerndirektører til at varetage bankens daglige ledelse.

### Direktion
Direktionen består af følgende:
- Ordførende direktør: Lars Mørch
- Bankdirektør Peter Schleidt
- Bankdirektør Per Skovhus
- Bankdirektør Niels Erik Jakobsen

## I skattely
I november 2013 viste DR dokumentaren I skattely. Dokumentaren gav indtryk af, at Jyske Bank var parat til at hjælpe danskere med at skjule formuer for Skat. En ansat i Jyske Bank i Schweiz foreslog, at en dansker skulle flytte til England og etablere selskab i Gibraltar og bankkonto i Schweiz for at eliminere skatten af kommende millionindtægter. Det viste skjulte optagelser med en kunde i dokumentaren om skattely. ’Kunden’ var journalist, som af DR var udstyret med en dækhistorie om millionindtægter fra et nyudviklet produkt.
Jyske Bank afviste dog alle anklager: »Vi rådgiver ikke om skatteunddragelse«, udtalte direktør Jens Lauritzen, Jyske Banks chef for private banking i Europa. Han mente også at DR havde manipuleret med de skjulte optagelser. Dokumentarudsendelsen I skattely medførte en massiv omtale. Skatteminister Holger K. Nielsen udtalte: "De ting, vi har set i medierne i de sidste uger, er ikke i orden, og det bekræfter mig i, at regeringens fokus på grænseoverskridende skatteunddragelse er nødvendigt."
Ministeren afsatte 40 mio. kr. til styrke indsatsen på området, der bl.a. betyder at man nedsætter en taskforce og tager initiativ til at få lavet et kodeks om god skatterådgivning for "at at styrke branchen og rådgiverne på området."
Banken blev nok engang nævnt i forbindelse med sager om rådgivning om ulovlig skatteunddragelse i DR-dokumentaren Det Store skattelæk, der blev sendt 4. april 2016. Banken nægtede at udtale sig.

## Historie
Jyske Bank blev dannet 7. juli 1967 ved en fusion mellem Silkeborg Bank, Kjellerup Bank, Kjellerup Handels- og Landbobank, Handels- og Landbrugsbanken i Silkeborg. De følgende år indtrådte Banken for Brædstrup og Omegn, Samsø Bank og Odder Landbobank også i koncernen. I 1981 blev banken landsdækkende, da den overtog Finansbanken (1958-1980). Den fusionerede i 1983 med Vendelbobanken og i 1989 med Holstebro Bank. Der har der været talrige opkøb og fusioner med sammenlægningen med BRFkredit i 2014 som den mest markante.